# 히라이역 (에히메현)
히라이역(일본어: 平井駅)은 일본 에히메현 마쓰야마시에 위치한 이요 철도 요코가와라 선의 철도역이다. 역 번호는 IY 17이며, 섬식 승강장 1면 2선의 구조를 갖춘 지상역이다.

## 타는 곳
| 1 | ■ 요코가와라 선 | 상행 | 구메 · 마쓰야마시 방면       |
| 2 | ■ 요코가와라 선 | 하행 | 우메노모토 · 요코가와라 방면 |

## 역 주변
- JA 마쓰야마시 오노 지소

## 역사
- 1893년 5월 7일 : 히라이요코가와라역으로서 개업.
- 1902년 6월 1일 : 히라이역으로 개칭.

## 인접 역
| 이요 철도 요코가와라 선        | 이요 철도 요코가와라 선 | 이요 철도 요코가와라 선          |
| ------------------------------ | ----------------------- | -------------------------------- |
| IY 16 다카노코 마쓰야마시 방면 | ■ 요코가와라 선         | 우메노모토 IY 18 요코가와라 방면 |